# 1923-as magyar vívóbajnokság
Az 1923-as magyar vívóbajnokság a tizenkilencedik magyar bajnokság volt. A bajnokságot május 13-án (tőr), illetve május 6-án (kard) rendezték meg Budapesten, a Műegyetemen.

## Eredmények
| Versenyszám     | Arany                        | Arany | Ezüst                    | Ezüst | Bronz              | Bronz |
| --------------- | ---------------------------- | ----- | ------------------------ | ----- | ------------------ | ----- |
| Férfi tőrvívás  | dr. Lichteneckert István MAC |       | Schenker Zoltán MOVE BSE |       | dr. Tóth Péter MAC |       |
| Férfi kardvívás | Garay János Nemzeti VC       |       | dr. Pósta Sándor MAFC    |       | Széchy László MAFC |       |